# Registr zdravotního pojištění cizinců
Registr zdravotního pojištění cizinců je evidence údajů o sjednaném cestovním zdravotním pojištění cizinců, kterou vede a spravuje Česká kancelář pojistitelů (ČKP) na základě zákona 278/2023 Sb. o pobytu cizinců na území České republiky, účinného od 20. září 2023.

## Zřízení registru
Pro zřízení registru byla stanovena ochranná lhůta jednoho roku. Po uplynutí této lhůty musí všechny pojišťovny nabízející produkt cestovního zdravotního pojištění pro cizince hlásit údaje o uzavřených pojistných smlouvách online, resp. nejpozději do 24 hodin od uzavření smlouvy. Na úhradě nákladů za vedení registru zdravotního pojištění cizinců se budou pojišťovny sjednávající cestovní zdravotní pojištění podílet poměrně dle výše předepsaného pojistného.

## Údaje v registru
Registr obsahuje údaje o sjednaném cestovním zdravotním pojištění v rozsahu jméno, příjmení, datum a místo narození pojištěného, státní občanství, číslo cestovního dokladu, datum vzniku, změny, doby přerušení a zániku pojištění u příslušné pojišťovny. Registr zdravotního pojištění cizinců dále obsahuje rodné číslo, popřípadě jiné číslo pojištěného a adresu místa hlášeného pobytu pojištěného na území, jsou-li k dispozici. Údaje z registru jsou poskytovány ministerstvu vnitra, policii a také poskytovatelům zdravotních služeb.